# Daglig verksamhet
Daglig verksamhet är i Sverige en LSS-berättigad dagtidssysselsättning, främst för personer som har en intellektuell funktionsnedsättning men även för personer med autism eller autismliknande tillstånd och personer som fått en betydande och bestående hjärnskada, och på grund av detta inte kan yrkesarbeta.
Daglig verksamhet finns till för att ge personen något intressant och meningsfullt att göra under dagtid. Den dagliga verksamheten ska även bidra till den personliga utvecklingen och främja delaktighet i samhället.
Enligt Lagen om stöd och service till vissa funktionshindrade, LSS, har vissa personer rätt till daglig verksamhet. Rätt till daglig sysselsättning söker man via kommunen och detta görs enligt socialtjänstlagen.

## Inriktningar
Daglig verksamhet kan ha olika inriktningar:
- Aktivitet och upplevelse, som erbjuder olika aktiviteter. Detta sker i grupp, men utifrån den enskilde individens behov och förmåga.
- Arbete, som erbjuder mer arbetsliknande sysselsättningar ofta är arbetstagarna delaktiga i att producera någonting. Exempel på detta kan vara olika hantverk.
- Företagsplatser, som erbjuder lättare sysselsättning inom den offentliga och privata arbetsmarknaden. Arbetstagarna får med mer eller mindre stöd och får tjänstgöra på exempelvis städföretag, kaféer, livsmedelsbutiker eller storkök.[2]

## Ersättning
Personer som deltar i den dagliga verksamheten får i många kommuner en mindre ersättning, så kallad habiliteringsersättning eller flitpeng. Ersättningen betalas ut med helt eller halvt belopp beroende på antal timmar vid den dagliga verksamheten. Ersättningen är undantagen från skatteplikt och räknas inte som inkomst. Ersättningsnivåerna varierar mellan kommunerna.
Daglig verksamhet inriktar sig framför allt till personer mellan 20 och 65 år. Om en person väljer att stanna kvar efter 65 års ålder ges dock ingen habiliteringsersättning.